# Cyril Garnham
Percy Cyril Claude Garnham (15 janvier 1901 - 25 décembre 1994)  est un biologiste et parasitologue britannique. À son 90e anniversaire, il est appelé le "plus grand parasitologue vivant" .

## Jeunesse et éducation
Garnham est né à Londres, fils de Percy Claude Garnham (1875–1915) et d'Edith née Masham (1878–1951), une violoniste accomplie. Pendant la Première Guerre mondiale, son père sert comme lieutenant dans la Royal Navy et est mort à Gallipoli en 1915. Il fait ses études à la Paradise School et au St Bartholomew's Hospital de Londres, et obtient son diplôme de médecine en 1925  suivi d'un diplôme en santé publique. En 1928, il reçoit un diplôme de médecine de l'Université de Londres pour ses travaux sur le paludisme au Kenya ainsi qu'une médaille d'or .

## Carrière
La carrière de Garnham débute en 1925 en tant que membre du British Colonial Medical Service au Kenya. Cela lui fait découvrir un très large éventail de maladies tropicales humaines et animales et leurs vecteurs alors qu'il travaille sur l'identification et le contrôle . Cela le met également en contact avec des experts locaux et internationaux. Parmi ceux-ci figure Alwen M. Evans, un expert des moustiques et avec qui il co-écrit des travaux sur la distribution du groupe Anopheles funestus autour de la ville de Kisumu et de la côte . Ses recherches commencent à se concentrer sur le paludisme. Garnham devient agent de recherche sur le paludisme, puis directeur de la nouvelle division des maladies transmises par les insectes à Nairobi.
En 1947, il est nommé lecteur à la London School of Hygiene and Tropical Medicine. L'année suivante, en collaboration avec Henry Shortt, il identifie le stade du parasite du paludisme dans le foie où il passe de la forme sporozoïte à la forme mérozoïte. Le parasite a un cycle de vie complexe, adoptant différentes formes pour exploiter au mieux les tissus animaux ou humains dans lesquels il se trouve. En 1952, il est promu à la chaire de protozoologie et devient plus tard chef du département de parasitologie. Il supervise de nombreux doctorants venus de nombreux pays différents. Son livre Malaria Parasites and other Haemosporidia (1966) est un compte rendu à jour des parasites du paludisme et de leurs proches chez les humains, les animaux et les oiseaux, en se concentrant sur leur morphologie. Il rassemble systématiquement un très grand nombre d'informations mais reçoit un accueil assez mitigé ,.
Il prend officiellement sa retraite en 1968 mais continue à travailler pendant 12 ans en tant que chercheur principal à l'Imperial College basé à Silwood Park. Cela comprend l'organisation d'une expédition en 1972 à Bornéo pour redécouvrir Plasmodium pitheci. L'expédition découvre également la nouvelle espèce Plasmodium silvaticum. Il collecte et organise, en collaboration avec AJ Duggan, de nombreux parasites du paludisme. Il prend de nouveau sa retraite en 1979,.

## Ouvrages
Garnham est l'auteur ou le co-auteur de plus de 400 livres, articles scientifiques et rapports , dont : CPP Garnham (1966) Malaria Parasites and Other Haemosporidia, Blackwell Scientific Publications, Oxford. p. 1114.

## Prix et distinctions
En mars 1964, Garnham est élu membre de la Royal Society. Il est également nommé Compagnon de l'Ordre de Saint-Michel et Saint-Georges .
En 1965, Garnham reçoit la médaille Manson de la Royal Society of Tropical Medicine and Hygiene, nommée en l'honneur de Sir Patrick Manson. Il s'agit de la plus haute distinction du RSTMH et décerné tous les trois ans .
Au total, 21 parasites et vecteurs portent son nom .

## Vie privée
En 1924, il épouse Esther Long Price; ils ont deux fils et quatre filles. Il est un pianiste passionné, ayant notamment un petit piano à queue pendant qu'il est au Kenya . Pendant sa retraite, il travaille sur une biographie d'Edgar Allan Poe jusqu'à peu de temps avant sa mort en 1994 .
Ses articles sont conservés dans les archives de la London School of Hygiene and Tropical Medicine. Sa collection de plus d'un millier de spécimens de parasites du paludisme, notamment certains spécimens types, est conservée au Musée d'histoire naturelle de Londres .